# Opius nanulus
Opius nanulus är en stekelart som beskrevs av Fischer 1966. Opius nanulus ingår i släktet Opius och familjen bracksteklar. Inga underarter finns listade i Catalogue of Life.